# Theodor Fliedner

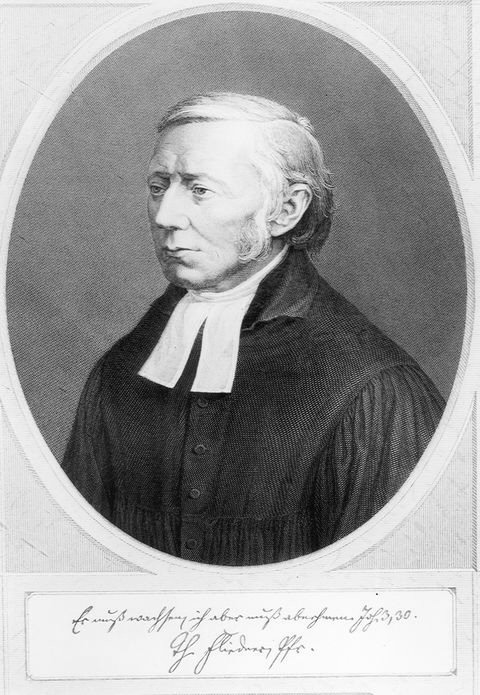
Theodor Fliedner

Georg Heinrich Theodor Fliedner (Eppstein (Hessen), 21 januari 1800 - Kaiserswerth, 4 oktober 1864) was een Duitse evangelische predikant, sociaal hervormer en oprichter van de Kaiserswerther Diakonie. Samen met zijn echtgenotes Friederike Münster en Caroline Bertheau wordt hij beschouwd als de vernieuwer van het apostolisch diakenenambt. Zijn werk in de verpleging was baanbrekend voor Florence Nightingale, die in 1850 een paar maanden in Kaiserswerth verbleef.

## Leven

### Jonge jaren
Fliedner werd geboren in 1800 als een van de tien kinderen van pastoor Jakob Ludwig Fliedner en zijn vrouw Henriette, geboren Jäger. Naast school kregen hij en zijn broers en zussen les van zijn ouders en spraken al op jonge leeftijd de wens uit om ook predikant te worden. Zijn vader stierf toen Fliedner dertien was, en zijn moeder en vrienden van de familie stelden hem in staat door te gaan naar het gymnasium. In 1817 ging Fliedner met zijn broer naar de Universiteit van Giessen om met een beurs protestantse theologie te studeren. Tijdens zijn studie in 1818 werd hij lid van de Gießen General Burschenschaft Germania. Later verhuisde hij naar Göttingen en voltooide hij zijn studie aan het seminarie in Herborn in 1820.

### Levenswerk en professionele inzet
In 1822 werd Fliedner predikant in Kaiserswerth bij Düsseldorf. Zijn parochianen, die in de minderheid van de katholieke omgeving woonden, werden zwaar getroffen door werkloosheid en armoede, en Fliedner probeerde een kerk, school en arme fondsen te vinden voor zijn arme parochie. Eerst zocht hij steun bij de meer welvarende buurgemeenten, later reisde hij meerdere malen naar de centra van de opwekkingsbeweging in Nederland en Engeland om donaties in te zamelen. Daar ontmoette hij Elizabeth Fry, die betrokken was bij de Engelse gevangeniswelzijn en wiens werk veel indruk op hem maakte.
In 1826 richtte Fliedner de "Rheinisch-Westfälische Prison Society" op en zette zich in voor hervormingen om de levensomstandigheden van gevangenen te verbeteren en - samen met de katholieke gevangenisaalmoezenier Friedrich Gerst - tot rehabilitatiemaatregelen. Onder zijn leiding kwam een oecumenisch gevangenispastoraat tot stand. Uit giften stichtte hij in september 1833 een gesticht voor vrijgelaten vrouwelijke gevangenen, waarvan hij het hoofd Friederike Münster aanstelde, met wie hij in 1828 trouwde in Oberbiel (nu onderdeel van Solms bij Wetzlar) en die een essentiële ondersteunende rol speelde bij de uitbouw en uitbreiding van zijn projecten. Samen met haar had Fliedner in totaal elf kinderen, van wie er acht op jonge leeftijd stierven.
Om de slechte onderwijsomstandigheden van de kinderen en jongeren te verbeteren en tegelijkertijd mogelijke criminaliteit te voorkomen, bouwde Fliedner in 1835 een breischool, een peuterschool en een peuterlerarenschool in 1836. Fliedner noemde het onderwijs en educatieve diakonia en al in 1837 stelde hij het tot doel om "met christelijke wijsheid en liefde te werken aan de zorg en opvoeding van kinderen als een van de belangrijkste zaken voor het hele volk".
De catastrofale omstandigheden in de ziekenhuizen, waarin voornamelijk bewakers werkten en geen verpleegsters en de zieken grotendeels aan hun lot werden overgelaten, brachten Fliedner ertoe op 13 oktober 1836 een "onderwijsinstelling voor evangelische verpleegsters" op te richten om de verpleegomstandigheden van de patiënten moesten zorg dragen en als eerste protestantse diakeneninstelling zorgden voor het later gebouwde ziekenhuis.
Voor Fliedner was het model voor het diaconale werk van de "parochiezusters" de Phoeba uit Romeinen (Rom 16.1 LUT). Hij verstond diakonessen als dienaren van Jezus, als dienaren van de zieken en als dienaren van elkaar. Om de diaconessen te beschermen tegen aanvallen en om hun professionaliteit te onderstrepen, gaf Fliedner hen een respectabel uniform en vastgestelde richtlijnen die de dagelijkse routine van de diaconessen moesten structureren en reguleren. In 1838 werden de eerste diaconessen naar andere regio's gestuurd en werden er nog meer diaconessen gebouwd in Rheydt, Frankfurt en Kirchheim. Tot haar dood in 1842 leidde Friederike Fliedner de Diakonissenanstalt en het moederhuis in Kaiserswerth.
De levensomstandigheden van vrouwen en de motivatie van jonge vrouwen om zelfstandig te werken in het kader van liefdadigheid waren een grote zorg voor Fliedner.
Onder zijn auspiciën werd in 1841 een seminar voor leraren opgericht en in 1842 een weeshuis voor meisjes uit de middenklasse. In 1842 verwierf Fliedner het huis in Wallstrasse, tegenwoordig Fliednerstrasse nr. 16, en richtte daar het Diakonie-bestuur op, en in 1844 huis nr. 20, tijdelijk zijn pastorie, waarin hij ook stierf. Tegenwoordig is hier de Fliednerhof gevestigd.
Fliedner trouwde in 1843 met Caroline Bertheau, die ook zeer betrokken was aan de zijde van haar man. In 1844 werd het pastoraal assistent- en diakeninstituut opgericht, waaruit de huidige Theodor Fliedner Foundation is voortgekomen. In 1849 gaf Fliedner zijn ambt als pastoor op om zich meer aan zijn werk te kunnen wijden en in het bijzonder om de nodige donaties voor zijn levenswerk in te zamelen. In 1846 vergezelde hij de eerste diaconessen naar een ziekenhuis in Engeland. In 1849 bezocht hij Noord-Amerika met vier zussen die op verzoek van de lutherse predikant William Alfred Passavant naar het Pittsburgh Spital, het huidige Passavant Hospital, werden gestuurd om te werken. In 1851 kon hij zusters vergezellen naar Jeruzalem in Israël, waar hij de meisjeskostschool Talitha Kumi opende. In 1852 stichtte hij in Kaiserswerth een sanatorium voor vrouwelijke geesteszieken.
Drie jaar voor zijn dood vierde Fliedner, wiens gezondheid verzwakt was door een reis naar Egypte, de 25ste verjaardag van het diaconessenwerk met de zusters. Het telde toen 83 buitenlandse stations en 26 zelfstandige huizen (diaconessenmoederhuizen).
Theodor Fliedner stierf op 4 oktober 1864 in Kaiserswerth. Zijn zoon uit zijn eerste huwelijk, Georg Fliedner (1840-1916), schreef een biografie van zijn vader. Een van de zonen uit zijn tweede huwelijk, Fritz Fliedner (1845-1901), werkte als theoloog in Madrid. De dochter Louise trouwde met de theoloog Julius Disselhoff, die Fliedner opvolgde als hoofd van de Kaiserswerther Diakonie.

## Geschriften van Fliedner
Briefmarke (1952) der Serie Helfer der Menschheit
- Kollektenreise nach Holland und England, 2 Bände; 1831
- Ein Herr, ein Glaube: Sammlung evangelischer Predigten aus dreißig verschiedenen Ländern in und außer Deutschland... Steinhaus, Barmen 1837 Digitalisat
- Kurze Geschichte der Entstehung der ersten evangelischen Liebesanstalten in Kaiserswerth; 1856
- Liederbuch für Kleinkinderschulen; 1842
- Kaiserswerther Volkskalender; ab 1842
- Armen- und Krankenfreund; ab 1849
- Buch der Märtyrer und anderer Glaubenszeugen der evangelischen Kirche, 4 Bände; 1850 ff.
- Schul-Bilderbibel, in 30 Bildern Alten und neuen Testaments. Hrsg. von Theodor Fliedner; Düsseldorf: Arnz, 1843. Digitalisierte Ausgabe der Universitäts- und Landesbibliothek Düsseldorf

## Gedenkdagen
- Evangelische Kirche in Deutschland: 5. Oktober im Evangelischen Namenkalender
- Evangelisch-Lutherische Kirche in Amerika: 4. Oktober